# 3824 Brendalee
3824 Brendalee este un asteroid din centura principală, descoperit pe 5 octombrie 1929 de Clyde Tombaugh.